# 고대 동슬라브어

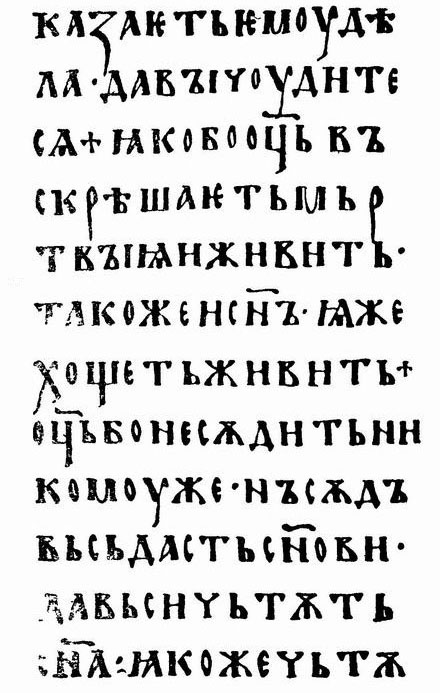

고대 동슬라브어(영어: Old East Slavic, OES)는 10세기부터 15세기까지 키예프 루스와 그 후계 국가들에 의해 사용된 동슬라브족의 언어이다. 현재의 우크라이나 북부와 서부, 벨라루스, 러시아 서부, 폴란드 동부에서 모어로 사용되고 있었으며 오늘의 러시아어, 벨라루스어, 우크라이나어 등으로 발전했다.
현재의 러시아, 벨라루스, 우크라이나 등이 당시 키예프 루스라는 나라로 통일된 지 약 100년 후인 988년 키예프 루스는 정교회를 국교로 도입하고 남슬라브에서는 전례어와 문어로 고대 교회 슬라브어를 사용되게 되었다. 이 고대 교회 슬라브어(불가리아 제1제국에서 사용되고 있었기 때문에 고대 불가리아어라고도 함)는 불가리아를 통해 키예프 루스에 소개되었으며 문자로 사용된 언어와 실제로 사용된 언어의 관계에 대해 완전히 확정하는 것은 곤란하다.
아라비아와 동로마 제국의 문헌에 의하면 정교회로 개종하기 이전의 동슬라브인들이 문어를 사용했다는 언급도 있다. 일부 시사적인 고고학적 증거도 있지만, 실제로 정교회로 개종하기 이전에 사용된 문어체에 대해서는 불분명하다. 노브고로드에서 성경 번역 등을 위한 글라골 문자가 도입되었지만 곧 키릴 문자로 대체되었다. 노브고로드에서 발굴 된 자작나무 껍질에 기록된 자료는 교회 슬라브어의 영향이 거의 없는 루스 북서부에서 10세기에 사용된 언어(고대 노브고로드어)를 보여주는 중요한 자료이다. 이 시기 동로마 제국의 그리스어에서 차용된 언어가 사용되기 시작한 것으로도 알려져 있으며 동시에 동슬라브어군이 발전하는 조짐도 볼 수 있다.

## 같이 보기
- 동슬라브어군